# آختالا (گورجاآنی)
آختالا (به لاتین: Akhtala) یک منطقهٔ مسکونی در گرجستان است که در کاختی واقع شده‌است. آختالا ۴۱۲ متر بالاتر از سطح دریا واقع شده‌است.